# L'Attaque des guêpes tueuses
Pour plus de détails, voir Fiche technique et Distribution.
L'Attaque des guêpes tueuses (Deadly Swarm) est un téléfilm américain réalisé par Paul Andresen et diffusé le 20 septembre 2003 sur Sci Fi Channel.

## Synopsis
Désespéré de ne pas trouver de remède pour la maladie de sa femme mourante, le scientifique Jacob Schroeder traverse la jungle du Guatemala à la recherche de guêpes tueuses pour ses expérimentations. Convaincu que leur venin peut être d'une aide précieuse pour la création d'un médicament miracle, il décide de les rapatrier aux Etats-Unis. Contenus dans des caisses, les insectes passent la frontière illégalement mais le camion qui les transportait a un accident. Les guêpes sont lâchées dans la nature et commencent à tuer aux environs d'un village mexicain...

## Fiche technique
- Titre original : Deadly Swarm
- Titre français : L'Attaque des guêpes tueuses
- Réalisation : Paul Andresen
- Scénario : John  Dombrow et William H. Stewart
- Musique : Neal Acree
- Photographie : George Mooradian
- Montage : Natasha Gjurokovic
- Distribution : Jorge Valdés Garcia
- Décors : Anthony Stabley
- Direction artistique : Marcelo Del Rio
- Costumes : Rick Schmidt
- Maquillages spéciaux : Luis Felipe Moreno
- Effets visuels : Amalgamated Pixels Inc.
- Productrice : Samantha Manson
- Producteurs exécutifs : Michael Braun et Jeff Ivers
- Coproducteurs : Ricardo Del Rio, Neil Elman et Jefferson Richard
- Compagnies de production : CineTel Films, Art In Motion et Media Entertainment GmbH
- Compagnie de distribution : Universal Home Vidéo
- Pays d'origine :  États-Unis  Mexique  Allemagne
- Langue : Anglais
- Son : Stéréo
- Image : Couleurs
- Ratio écran : 1,33:1
- Négatif : 35 mm
- Genre : Horreur
- Durée : 90 minutes

## Distribution
- Shane Brolly : Daniel Lang
- Kaarina Aufranc : Sandra
- J. Patrick McCormack : Docteur Schroeder
- Pepe Serna : Commandant Alvarez
- Roger Nevares : Maire Enrique Sanchez
- Freddy Soto : Charlie
- Granville Ames : Huston
- Omar Ayala : Manolo
- Murphy Dunne : Earl

## Autour du film
- Le tournage s'est déroulé à Puerto Vallarta, au Mexique.